# Lazare Nicolas Marguerite Carnot
Lazare Nicolas Marguerite Carnot, francoski politik, vojaški inženir in matematik, * 13. maj 1753, Nolay, departma Côte-d'Or, Francija, † 2. avgust 1823, Magdeburg, Nemčija.
Njegov prvi sin Nicolas Léonard Sadi je bil eden od pionirjev termodinamike in teorije o toplotnih strojih, drugi sin Lazare Hippolyte pa državnik.